# Campynemanthe
Campynemanthe Baill. – rodzaj roślin z rodziny Campynemataceae, obejmujący trzy gatunki endemiczne dla Nowej Kaledonii, rosnące w świeżo zalesionych siedliskach. 

## Morfologia
PokrójŚredniej wielkości, smukłe, wzniesione rośliny zielne.
ŁodygaSkrócone kłącze.
LiścieRośliny tworzą odziomkowo rozetkę złożoną z wielu lancetowatych lub równowąskich, grzbietobrzusznych liści, niekiedy trójwrębnych wierzchołkowo. W liściach obecne są idioblasty z kryształkami szczawianu wapnia.
KwiatyKwiatostan baldachowy, złożony z 3–6 "jednostek" zbudowanych z jednego obupłciowego, 6-pręcikowego, szypułkowego, trzykrotnego kwiatu, wspartego przysadką oraz kilku mniejszych kwiatków wspartych małymi przysadkami. Wyrasta na pędzie kwiatostanowym pokrytym kilkoma zredukowanymi liśćmi. Okwiat pojedynczy, 6-listkowy, zielonkawy, z warstwą tkanki wydzielniczej w dolnej połowie. Pręciki osadzone u nasady listków okwiatu. Zalążnia trójkomorowa, dolna, z wolnymi słupkami, zgrubiałymi u nasady. Łożyska położone osiowo, tworzące od 2 do kilku zalążków.
OwoceTorebki. Nasiona kanciaste.
GenetykaLiczba chromosomów 2n = 22.

## Systematyka
Pozycja rodzaju według Angiosperm Phylogeny Website (aktualizowany system APG IV z 2016)Należy do rodziny Campynemataceae, w rzędzie liliowców (Liliales) zaliczanych do jednoliściennych (monocots).
Gatunki
- Campynemanthe neocaledonica (Rendle) Goldblatt
- Campynemanthe parva Goldblatt
- Campynemanthe viridiflora Baill.